# Jens Staudenmayer
Jens Staudenmayer (* 29. September 1967) ist ein ehemaliger Basketball-Schiedsrichter und seit 2009 bei der Basketball-Bundesliga als Leiter der Abteilung Sport tätig.
Staudenmeyer hat früher selbst Basketball gespielt, sich aber sehr früh auf seine Tätigkeit als Trainer konzentriert. Als er 16 Jahre alt war, erwarb er seine erste Schiedsrichterlizenz. Bis zu seinem Studium hat er seine Schiedsrichter- und Trainertätigkeit noch parallel ausgeübt, er gab seine Trainertätigkeit während des Studiums dann aber auf.
Staudenmayer war als Schiedsrichter sowohl auf nationaler als auch auf internationaler Ebene tätig. Seine Tätigkeit als Schiedsrichter in höheren Ligen begann 1985 mit Bestehen der C-Prüfung. Im Laufe der Jahre sammelte er weitere Erfahrungen als Basketball-Schiedsrichter und 1995 wurde er schließlich zum ersten Mal in der 1. Bundesliga eingesetzt. Im Jahre 2000 erwarb er seine FIBA Schiedsrichter-Lizenz und war damit auch berechtigt international zu pfeifen. Insgesamt pfiff er 850 Spiele, davon 105 auf internationaler Ebene.
Seine Aufgaben bei der Bundesliga als Leiter der Abteilung Sport umfassen mehrere Bereiche: Zum einen ist er dort für den Schiedsrichter-Bereich zuständig, also zum Beispiel für die Auswertung der Schiedsrichterleistung sowie für die Ausbildung von Schiedsrichtern. Zum anderen ist für weitere Dinge im sportlichen Bereich wie Spielplangestaltung, Nachwuchsförderung (im administrativen Bereich) und die Weiterentwicklung der Liga-Richtlinien zuständig. 2015 wurde er Mitglied eines gemeinsamen Spitzensportausschusses des Deutschen Basketball-Bundes, der Basketball-Bundesliga, der 2. Basketball-Bundesliga sowie der Landesverbände, der den Ligen und Verbände beriet.